# Gabriela (telenovela de 1964)
Gabriela es una telenovela mexicana que se transmitió por el Canal 4 de Telesistema Mexicano de Televisa en 1964, con episodios de 30 minutos de duración. Protagonizada por Amparo Rivelles y antagonizada por María Tereza Montoya. Producida por Ernesto Alonso. 

## Historia
Contaba la historia de Gabriela (Amparo Rivelles), una solterona poco agraciada la cual vivía sometida a su dominante madre Clara (María Tereza Montoya).

## Elenco
- Amparo Rivelles .... Gabriela
- Guillermo Aguilar ... Marcos
- María Tereza Montoya ... Clara
- Jacqueline Andere ... Sara
- José Baviera
- Tony Carbajal ... Francis
- Lucila de Córdova
- Enrique Lizalde ... Lorenzo
- Celia Manzano
- Gloria Marín ... Tía Alicia
- Jorge Mondragón

## Producción
- Historia Original: Guadalupe Dueñas y Vicente Leñero
- Cinematografía: José Morris
- Dirección: Ernesto Alonso
- Producción: Ernesto Alonso